# Szentmártonkáta
Szentmártonkáta je obec v Maďarsku v župě Pest v okrese Nagykáta.
Má rozlohu 52,20 km² a v roce 2013 zde žilo 4905 obyvatel.

## Historie
První zmínka o obci pochází z roku 1349. V té době patřila rodu Káta. Na rozdíl od jiných vesnic nebyla Szentmártonkáta během osmanské okupace vylidněna. Nejstarší známá obecní pečeť se datuje do roku 1700.
Za Rákócziho protihabsburského povstání zde byl umístěn kurucký tábor.
V roce 1839 obcí otřáslo zemětřesení a v roce 1875 byla zničena požárem. V roce 1983 zde byla postavena základní škola, jejímž autorem je maďarský architekt Miklós Hofer.

## Galerie

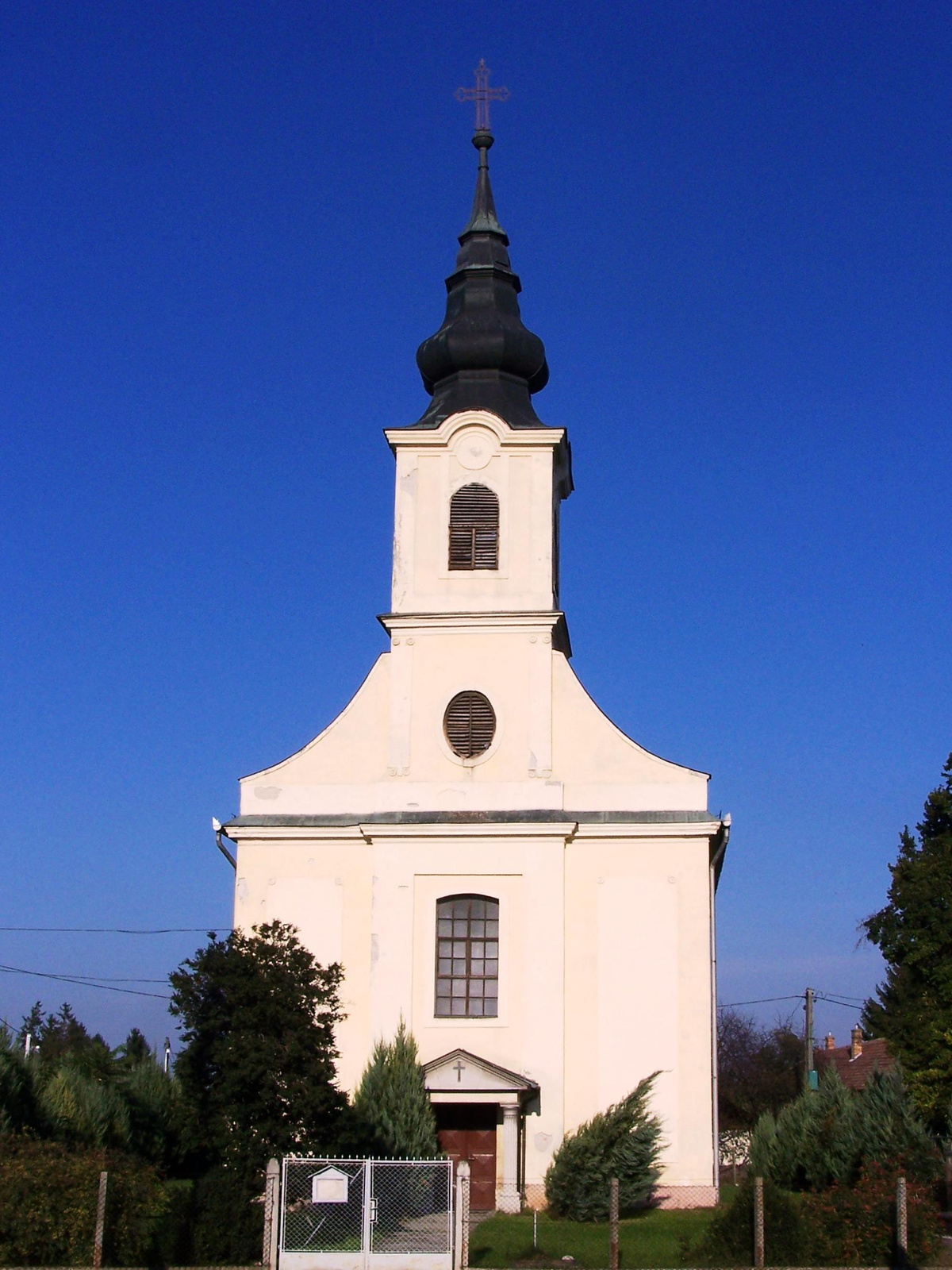
Římskokatolický kostel v Szentmártonkáta